# Czesław Skotnicki
Czesław Skotnicki (ur. 8 kwietnia 1871 we wsi Moszczanka (daw. pow. puławski), zm. 1 września 1945 w Łodzi) – polski hydrotechnik, profesor melioracji, rektor Politechniki Warszawskiej; 

## Życiorys

### Młodość
Dziecięce lata spędził na wsi, w domu swych rodziców, w majątku Podwierzbie, dzierżawionym przez jego ojca, a należącym do klucza dęblińskiego. W Warszawie ukończył Gimnazjum Wojciecha Górskiego w Warszawie, i po uzyskaniu matury wysłany został w 1891 r. na studia wyższe na politechnikę w Rydze, które ukończył z wyróżnieniem, uzyskując dyplom inżyniera mechanika. W trakcie studiów przyjęty został do korporacji akademickiej Arkonia.

### Działalność zawodowa i naukowa

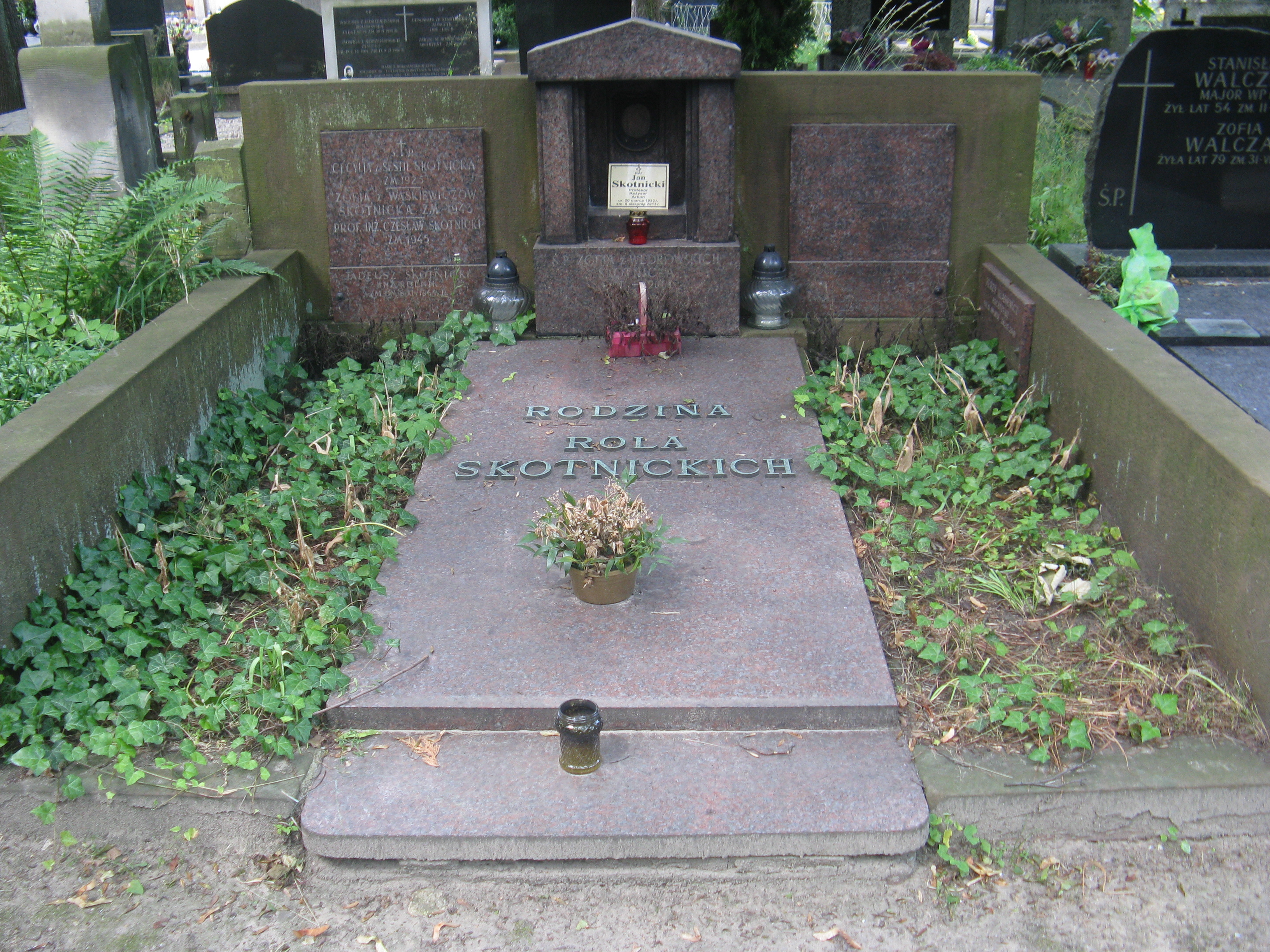
Grób Czesława Skotnickiego na cmentarzu Powązkowskim

Po ukończeniu studiów w 1895 r. powrócił do Warszawy, gdzie wkrótce założył rodzinę. Przez pierwsze lata praktykował jako inżynier mechanik w różnych przedsiębiorstwach, jak Gazownia Miejska, Papiernia „Soczewka”, a także w biurze budowy młynów. 
Jednakże praca inżyniera mechanika nie dawała mu pełnego zadowolenia. Pochodzenie ziemiańskie pociągało go do prac związanych z podniesieniem kultury rolnej. Toteż rozpoczął gruntowne studia związane z inżynierią wiejską, z problemem melioracji wodnych. W 1903 wstępuje jako wspólnik do biura melioracyjnego S. Janicki i W. Majlert. Jednak po 3 latach został powołany na stanowisko dyrektora Warszawskiego Towarzystwa Melioracyjnego. Jako dyrektor Towarzystwa zastęp inżynierów meliorantów, prowadząc jednocześnie wykłady na kursach rolniczych, które z biegiem czasu zostały przekształcone w Szkołę Główną Gospodarstwa Wiejskiego. W okresie poprzedzającym I wojnę światową Czesław Skotnicki odbył liczne podróże naukowe do Austrii, Niemiec, Danii i Szwecji. Równocześnie ogłasza publikacje i większe prace. Współpracował też ściśle z wydawnictwem „Przeglądu Technicznego”. Był pracownikiem Rady Komisji Rolnictwa Tymczasowej Rady Stanu.
Prof. Skotnicki stał się czołowym pionierem ruchu melioracyjnego, toteż z chwilą otwarcia, w czasie I wojny światowej, polskiej politechniki w Warszawie, został powołany na stanowisko profesora zwyczajnego i dziekana Wydziału Inżynierii Wodnej.
Począwszy od 1920 r. Czesław Skotnicki poświęcił się wyłącznie pracom naukowym. W latach 1924–1925 i 1925–1926 został wybrany na rektora Politechniki Warszawskiej. 11 listopada 1937 r. został odznaczony Krzyżem Komandorskim Orderu Odrodzenia Polski. 
W czasie II wojny światowej stan jego zdrowia uległ poważnemu pogorszeniu. Wyniesiony na noszach po upadku Powstania Warszawskiego, został w stanie półprzytomnym przewieziony do Krakowa, a następnie do Łodzi, gdzie zmarł 1 września 1945 r.
Czesław Skotnicki spoczywa na cmentarzu Powązkowskim w Warszawie (kwatera 91-1-26,27).

## Dorobek naukowy
Na czoło jego prac naukowych, ogłoszonych w liczbie około 80 należy wysunąć podręcznik „Nauka Melioracji” (1925), oraz opracowanie tabel do określania wody w przewodach drenarskich, stosowanych w pracach melioracyjnych do dziś.
Ponadto opublikował m.in.
- „Zarys drenowania”[5]
- „Uprawa łąk torfiastych”[6]
- „Przyrodoznawstwo a wykształcenie techniczne” (1931)[7]